# بتاتا
بتاتا هو لاعب كرة قدم سويسري في مركز نصف الجناح، ولد في 6 مايو 2000 في Jaraguá, Goiás ‏ في البرازيل. لعب مع نادي سيون.

## وصلات خارجية
- بتاتا على موقع قاعدة بيانات كرة القدم.إي يو (الإنجليزية)
- بتاتا على موقع ليكيب (الفرنسية)
- بتاتا على موقع Soccerway.com (الإنجليزية)
- بتاتا على موقع عالم كرة القدم.نت (الإنجليزية)